# Kwantowa mechanika statystyczna
Kwantowa mechanika statystyczna – interpretacja mechaniki kwantowej, w której przyjmuje się, że wszystkie przewidywania mechaniki kwantowej odnoszą się nie do pojedynczego obiektu, a do zespołu obiektów kwantowych.
Wówczas można porównać wyniki pomiarów nad zespołem jednakowo przygotowanych obiektów kwantowych z probabilistycznym przewidywaniem tych wyników. Z tego założenia wynika rezygnacja z opisu rozwoju czasowego jakiegokolwiek pojedynczego układu kwantowego. Wobec tego, interpretacja ta nie daje, z założenia, odpowiedzi na paradoksy mechaniki kwantowej – w ujęciu statystycznym paradoksy te znikają.